# Sergei Wladimirowitsch Sokolow

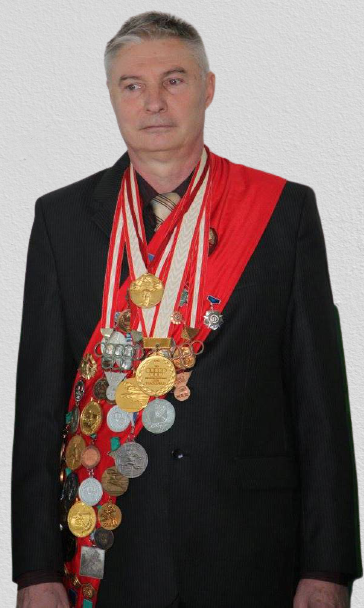
Sergei Wladimirowitsch Sokolow

Sergei Wladimirowitsch Sokolow (russisch Сергей Владимирович Соколов, engl. Transkription Sergey Sokolov; * 29. März 1962; † 8. März 2021 in Pryluky) war ein sowjetischer Sprinter.
1982 siegte er bei den Europameisterschaften in Athen zusammen mit Alexander Aksinin, Andrei Prokofjew und Nikolai Sidorow in der 4-mal-100-Meter-Staffel und wurde Achter über 200 Meter.
Bei den Weltmeisterschaften 1983 in Helsinki erreichte er über 200 Meter das Halbfinale.

## Persönliche Bestzeiten
- 100 m: 10,47 s, 26. Juli 1983, Leningrad (handgestoppt: 10,2 s, 20. Juli 1983, Leningrad)
- 200 m: 20,52 s, 23. Juni 1984, Kiew